# Öko-Anarchismus

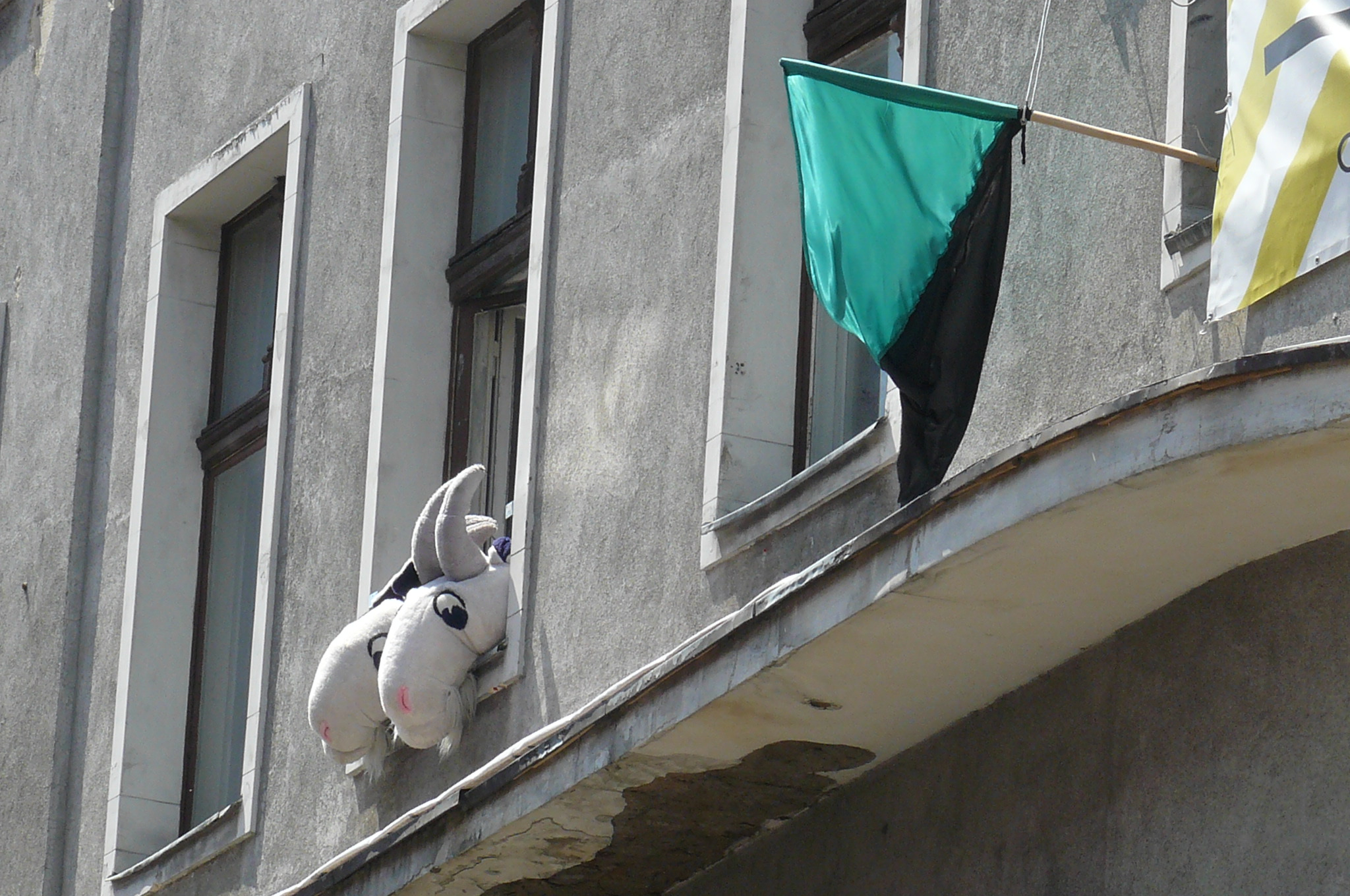
Öko-Anarchistisches Symbol: Eine Schwarz-Grüne Flagge hängt aus dem Fenster eines besetzten Hauses in Poznań

Öko-Anarchismus (Öko, Abkürzung für Ökologie; auch Grüner Anarchismus genannt) ist eine anarchistische Strömung die Bezüge zu anderen philosophischen Denkweisen, sozialen Bewegungen und gesellschaftlichen Hintergründen wie Sozialökologie, Situationismus, kommunistischer Anarchismus, Individualanarchismus, Ökofeminismus, indigene Völker, Sozialismus, Total Liberation besitzt.
Der Primitivismus wird manchmal als eine Teilströmung des Grünen Anarchismus betrachtet.

## Beschreibung
Öko-anarchistische Staats- und Gesellschaftskritik setzt bei jenen Institutionen und Mechanismen an, die für Unterdrückung in der Gesellschaft verantwortlich gemacht werden können. Dazu könnten beispielsweise der Staat, Lohnarbeit, Kapitalismus, Globalisierung, Domestizierung, Patriarchat, und die von staatlichen Institutionen abhängigen Wissenschaften und Technologien zählen.
Diese politischen, wirtschaftlichen und sozialen Elemente könnten als Instrumente für die Ausbeutung der Menschen und Zerstörung der Natur angesehen werden. Folgerichtig wird der angebliche Fortschritt innerhalb der bestehenden politischen Instanzen angezweifelt und kritisiert. Veränderung kann daher unter anderem durch direkte Aktionen, Sabotage, Militanz aber auch durch gewaltfreien Widerstand, zivilen Ungehorsam, kreative Aktionen, Besetzungen, Blockaden, Aktionscamps und/oder durch das Leben konkreter Alternativen wie Kommunen, ökologisch orientierten dörflichen Gemeinschaften oder anderen bioregionalen Strukturen herbeigeführt werden, also auch durch Reformen.
Kritik wird geäußert an der Unterwerfung von Tieren und Natur durch den Menschen, die hierarchischen Strukturen der verschiedenen Machtsysteme; zum Beispiel der Staat und seine Institutionen werden in Frage gestellt. Daher ist die Wiederherstellung einer Verbindung der natürlichen Umwelt mit den Menschen ein zentraler Aspekt des Öko-Anarchismus, der diese Verbindung für einen der elementaren Aspekte des menschlichen Wesens hält.
Schwierigkeiten wie Klimawandel und Umweltverschmutzung werden nicht als Problem an sich, sondern als Symptom von Herrschaftsverhältnissen interpretiert. Die von Technokraten benannten Lösungen für Umweltprobleme werden als unzureichend und teilweise die Probleme verfestigend kritisiert: der Export von Umwelttechnologie aus den Industrienationen verfestige den kolonialen Entwicklungsmythos und Fortschrittsglauben, die Privatisierung der Luft durch Emissionsrechtehandel und Fortführung des hohen Verbrauchs auch durch erneuerbare Energiequellen vertiefe das Konzept von Eigentum und verlange die Aufrechterhaltung von Monopolen und Oligopolen des kapitalistischen Wirtschaftssystems. Die Problematik der Herrschaft und ihre Bedeutung für die Lebensbedingungen werden von den Öko-Anarchisten angezweifelt und es werden Alternativen gesucht, etwa mit kollektivem Ausstieg und Bezugsgruppenbildung von  miteinander kooperierenden Menschen aus allen gesellschaftlichen Milieus an verschiedenen Orten. Das Ziel ist dabei Ökologie zum Nutze der Industriegesellschaften zu verwenden  und Schaffung konkreter und tiefgreifender Alternativen um einen reduzierten Ressourcenverbrauch zu realisieren; dazu werden Workcamps gehalten zur Diskussion und zum Informationsaustausch.

## Zivilisation
Die Öko-Anarchisten verstehen sich nicht als „Splittergruppe“ oder „Sekte“ innerhalb der anarchistischen Bewegung und sehen sich auch nicht als Gegner oder Feind des technischen Fortschrittes. Öko-Anarchisten streben nach einer dem Gemeingut zukommenden Ökologie. „Öko-Anarchisten wie Janet Biehl oder Murray Bookchin kritisieren, dass die Menschen die Umwelt nach Profitinteressen und Machtstreben gestalten. Sich selbst als Teil von großen Ganzen wahrzunehmen, ist durch die Bedingungen der Industriegesellschaft weitgehend verloren gegangen“.
Manche Öko-Anarchisten werden als Anarcho-Primitivisten oder anti-zivilisatorische Anarchisten beschrieben. Von diesem Gedanken aus wird Zivilisation als ein Gesamtkomplex (s. o.) beschrieben, der für die Einschränkung der menschlichen Freiheit und der natürlichen Umwelt verantwortlich gesehen wird. In dieser Hinsicht wird der Zivilisation eine Dominanz über z. B. Pflanzen, Tieren und Menschen zugeschrieben. Landwirtschaft und deren große Produktionsmengen an Nahrungsmitteln hat dieser Logik folgend die Grundsteine für die oben beschriebenen Institutionen gelegt. Vorgezogen wird daher eine wirtschaftliche Veränderung im Sinne freier Gesellschaften des Anarchismus; ein Leben in autonomen Gruppen von ökologisch positiv orientierten Menschen. Zum Beispiel das Klima-Camp 2008 in Hamburg. „Die größten Camps waren das Öko-anarchistische, das gewissermaßen Substrukturen auf dem Camp unterhielt...“.
Verfechter der Sozialen Ökologie und dessen Haupttheoretikers Murray Bookchin, kritisieren die Haltung des Primitivismus als „Lifestyle-Anarchismus“.

## Technologie
Ebenso kontrovers diskutiert wird das Thema Technologie und auch hier wurde noch keine allgemeingültige Definition gefunden.  Technologie wird als ein Teil der kapitalistischen Monopol-Wirtschaft begriffen. Technologie bedarf nicht, wie es heute geschieht, der Plünderung der Natur durch die Ausbeutung von erstens natürlichen Ressourcen, und zweitens durch unkontrollierten und verschwenderischen Verbrauch durch die Menschen. Da Technologie bedeutet, wie naturwissenschaftliche Erkenntnisse in der Produktion angewendet und eingesetzt werden können, besteht in dieser Hinsicht keine neutrale Technologie. Diese kann sowohl zum Nutzen der Natur/Umwelt, als auch gegen diese eingesetzt werden.
Die Theorie der Sozialen Ökologie bezieht sich positiv auf beispielsweise erneuerbare Energien und andere ökologische Technologien, da sie ein Element umweltfreundlicher Benutzung, auch im Sinne des Anarchismus, sein können. Des Weiteren werden oft die Vorteile von einfachen Technologien, konstruiert aus Abfallmaterialien der Überflussgesellschaft, befürwortet. In ähnlicher Weise wird Domestizierung akzeptiert, solange diese auf einem ausgeglichenen Verhältnis mit der lokalen Umwelt und auf einer Basis regionaler erneuerbarer Rohstoffe beruht sowie ohne Ausbeutung anderer Lebewesen auskommt.